# ケベックの戦い (1690年)
1690年のケベックの戦いは、1690年10月に、ヌーベルフランスと、マサチューセッツ湾の各植民地の間で行われた戦いである。当時はそれぞれがフランス王国とイングランド王国の支配下にあった。ケベック・シティーの防御が試された初めての戦いでもある。

## 概要
ウィリアム王戦争中の1690年に、アカディアのノバスコシアにあるポートロワイヤル（ポール・ロワイヤル）がニューイングランド軍に占領された。ポートロワイヤルの戦いである。ニューイングランド軍は、続いてモントリオールと、ヌーベルフランスの首都であるケベックを包囲するつもりでいた。ポートロワイヤルでの敗北は、ヌーベルフランスの住民に衝撃を与え、総督のルイ・ド・ブエード・ド・フロンテナックは、ケベック包囲への早急な対応策を命じた。ニューイングランド側の使節が降伏に同意するよう伝えに来た時、フロンテナック総督は、唯一の答えとも言える、有名な「私の大砲の口」宣言をした。

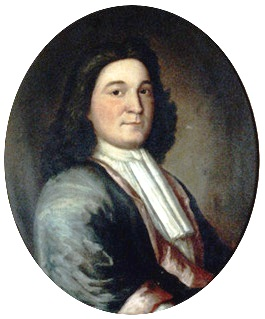
サー・ウィリアム・フィップス

ジョン・ウォリー少佐が侵略軍を率いて、セントローレンス川流域のボーポールに降り立ったが、ニューイングランドの民兵は、ヌーベルフランスの民兵から絶え間ない攻撃を受けて退却した。その一方で、サー・ウィリアム・フィップスの遠征隊を乗せた船は、ケベックの要塞からの一斉射撃で、もう少しで破壊されそうになった。フィップスは漁民出身だが、カリブ海の沈没船から財宝を引き上げて一財を成し、この引き上げの出資者ジェームズ2世からナイトに叙せられていた。両軍がこの戦闘で学習したことがあった。フランスはケベックの防御を改善すること、そしてニューイングランドは、この町を支配下に置くにはもっと多くの砲台と本国からのより多くの支援が必要だと悟った。

## ポートロワイヤルの占領
ヌーベルフランスは、北アメリカ最大の規模といわれていたが、居住者の数においては、隣接するニューイングランド、そしてニューヨーク地区に劣っていた。1689年の時点で、ヌーベルフランスの人口は1万4千人で、その大部分は精巧な造りの要塞の中の町に住んでいた。1690年、フィップスはマサチューセッツ植民地の少将に任ぜられ、アカディアへの遠征隊の指揮を執った。7艘の船に、450名の、民兵から成る歩兵連隊を乗せ、ポートロワイヤルを5月21日に陥落させた。総督のルイ＝アレクサンドル・デ・フリシェ・ド・メネバルには約70名の兵しかおらず、大砲もなく、抵抗するのは不可能だった。5月22日、フィップスはこう記録している。「われわれは十字架を切り捨て、教会に射撃し、祭壇を引きずり倒し、聖像を壊した」また23日にはこう記している。「陸と海からと、そして庭園の地下から略奪を続けた」

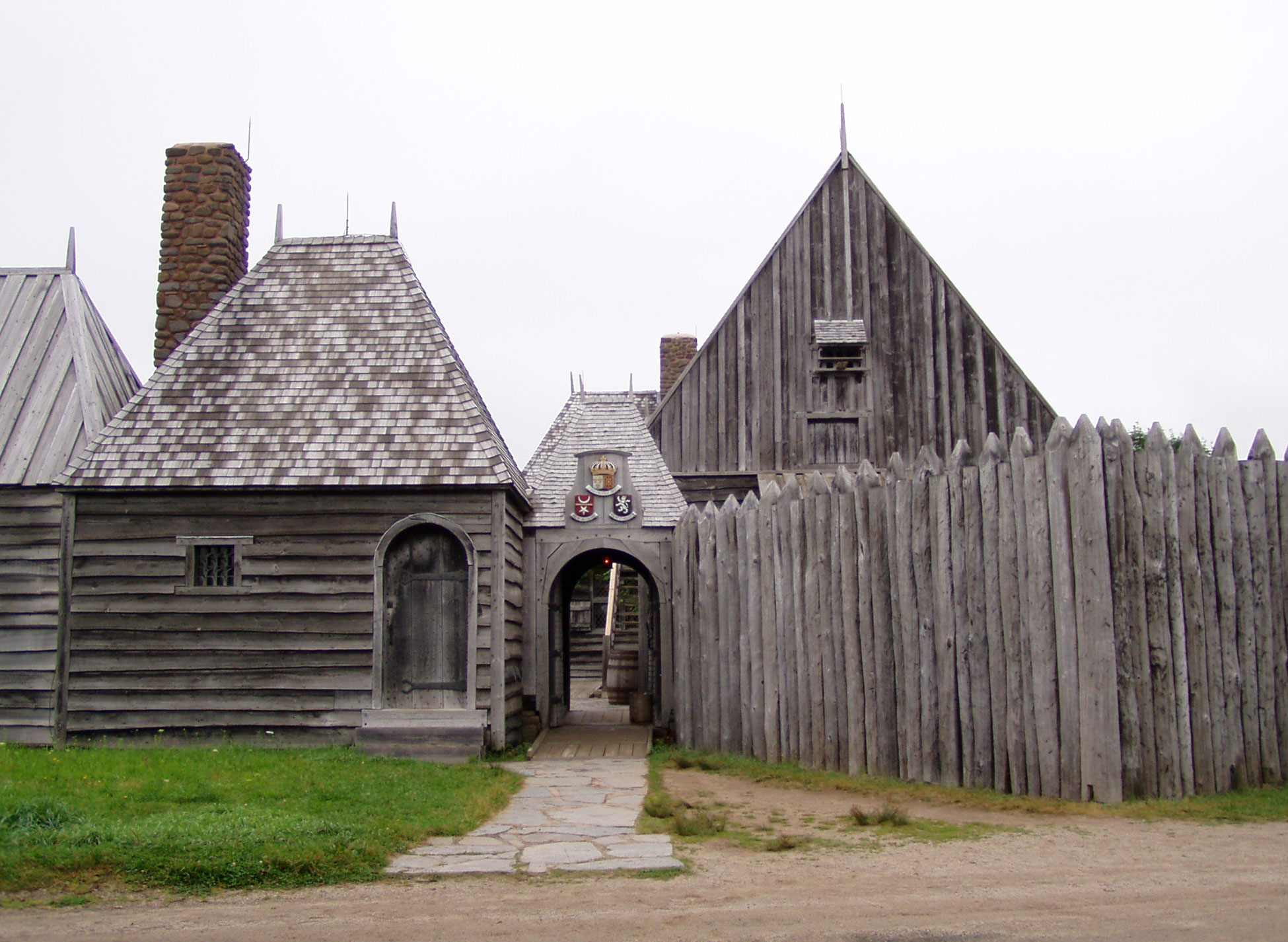
ポートロイヤル

このことはヌーベルフランスの住人を驚かせた。彼らの住む植民地の首都ケベックが、次の目標ではないかと恐れた。ケベックは1690年の時点では、城壁の範囲は狭く、海に面していない北と西の方角は無防備であった。70年近く後のエイブラハム平原の戦いで、とりわけその無防備さは強調されることになった。この時、2度目の総督の任期でケベックに戻っていたフロンテナックは、サンルイ城からサンシャルル川まで、木の柵を張り巡らせて町を取り囲むように指示を出した。町の憲兵（major provost）が、恐らくは大砲の弾丸をも跳ね返すであろうこの城壁の、その中にある、11の小さな石造りの砦が築かれるのを監督していた。西側の平原は、陸の方からの防御の拠点であり、カルメル山という名の風車小屋のところに、3つの砲台が適切な位置で据えられていた。防御の柵はケベックの東の端、病院の近くまで続いていた。川に面した砲台も改良され、8砲がサン＝ルイ城のそばに、6台の18ポンド砲が波止場に据え付けられた。アッパータウンへ向かう通りに、臨時の城壁が取り付けられた。

## フィップス軍の到着
ニューイングランド植民地とニューヨークから、モントリオールへの軍が陸路派遣された。実質何も成し遂げなかったものの、マサチューセッツ植民地はケベックに、軍を2つに分けて送りだしていた。32艘の船団から成る軍（うち4艘だけが大型船）、そしてマサチューセッツの2,300人の民兵、もう一つはフイップスの全面指揮下にある、ポートロワイヤルで勝利を飾った軍である。この軍の出港は夏の終わりにまでずれ込んだ、というのも、イングランド本国からの支援物資の到着を待ち続けていたからである、しかしそれは空しかった。結果、フィップスが、マサチューセッツのハルから船を出したのは、8月の19日または20日で、弾丸も不足していた。悪天候、向かい風、そして、セントローレンス川を熟知した案内役の不在が前進を阻み、10月の16日になるまでケベックに錨を下ろすことができなかった。

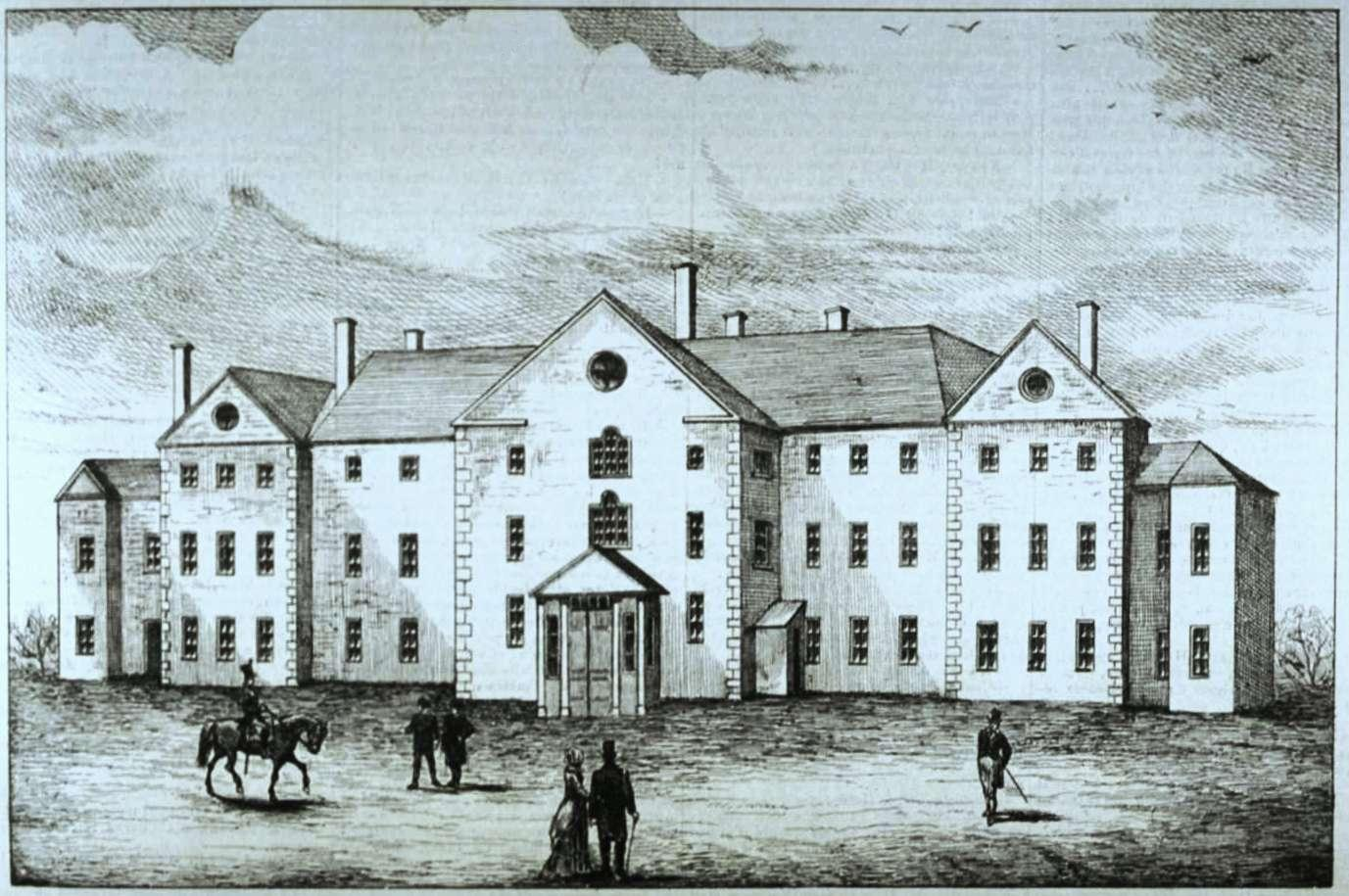
サンルイ城

フロンテナックは賢く経験豊かな士官であり、10月14日にモントリオールからケベックに着いていた。召集された民兵が到着し、3,000人近い兵がケベックの守りについた。ニューイングランド軍は「臆病で惰弱なフランス人が、頑健なニューイングランドの兵に敵わないだろうと自信ありげだった」。しかしまさに逆もまた真なりであった。フロンテナックには、植民地の正規軍が3部隊いて、フィップスのアマチュアの民兵よりも確かに優れていたため、勝利には自信があった。しかし戦況が進むにつれ、ヌーベルフランス側で実際に奮闘していたのは民兵であった。さらにケベックが、恐らくニューイングランドの将校がそれまで見た中では、自然のままで最も手ごわい地だったのである。手ごわいのは、急な断崖とディアモン岬だけではなかった。東海岸が浅いため船が近づけず、着岸には技術が必要だった。
10月16日、フィップスはトマス・サベージ少佐を使節として派遣し、フロンテナックに降伏するよう伝えに行かせた。この出会いはまさに心理戦だった。フロンテナックは、フィップスの使節が自軍の数の上での劣勢を隠すために、ケベック市民の野次や笑い声に向きになるように仕向け、使節がサン＝ルイ城に着くと、フロンテナック自身と部下の多くは正装して、降伏を要求する使節の話に耳を傾けた。すると使節は1時間のうちなら要求に応じると言い、時計を出した。自尊心が強く怒りっぽいフロンテナックはひどく怒り、イングランドの艦隊を見もしないうちから、この使節を縛り首にすると言いだした。しかし、ケベック司教のフランソワ・ド・ラヴァルのおかげで落ち着きを取り戻し、こうやり返した。
貴国の総督への返答は、私の大砲の口と機関銃からの弾丸よりほかにない。—Non, je n'ai point de réponse à faire à votre général que par la bouche de mes canons et de mes fusils.、

## 戦闘
ニューイングランド軍は、ケベックの防御を破ることができる唯一可能な場所は、守りが一番手薄な北東部であることに気づいた。計画としては、サンシャルル川東岸のボーポールに主力を上陸させ、艦隊の船で、野砲の攻撃に応戦しつつ川を横切らせるものだった。そして彼らがケベック西部の台地に上ると、艦隊は町を攻撃して第二勢力を上陸させる。フロンテナックはイングランドの動きを読み、ボーポールから攻撃を仕掛けて来るだろうと予測していた。市の南西部の川岸には既に野戦築城がなされていた。ここでは小競り合いをするだけで、西の台地でヨーロッパ式の戦闘を繰り広げるべく、正規兵は温存していた。
しかし、野戦というのは場所を選ばないものである。ウォレー少佐指揮下の1,200人の兵力のイングランド軍、フィップス指揮下の第二弾はサンシャルル川を越えることはなかった。フロンテナックが、ジャック・ル・モイン・ド・サントエレーヌが指揮する民兵の強力な分遣隊と先住民兵とを川の東部の森に送り込んだのである。10月18日に上陸したイングランド軍は、ヌーベルフランスの民兵に苦しめられ、一方で艦隊の船はサンシャルル川の間違った方向に野砲をおろしてしまった。フィップスの4艘の大型船は、計画とは全く逆に、ケベックよりも前の地点で錨を下ろし、19日まで砲撃を続けた（シャルルボワの報告書によると、砲撃はフロンテナックがフィップスの最後通告をはねつけた16日に始まったとあるが、これは正しくない）。イングランド軍はどの方向にも砲撃を行い、弾丸の大半を使い果たした。また、川岸のフランス軍の大砲はイングランドのそれよりもはるかに優れており、船は激しく砲撃され、艤装も船体もかなりの損失をこうむった。フィップスが乗船していた旗艦「シックス・フレンズ」の旗は切り裂かれて川に落ち、マスケット銃が雨あられと弾丸を浴びせる中で、命知らずなカナダ民兵の一団がカヌーをこぎながら近づき、船を奪おうとした。彼らは勝ち誇った態度で、無傷の旗を提督へと持ち帰った。
砲撃の間中、ウォレーの軍は動いていなかった。寒さのせいもあり、またラム酒が足りないと不平を洩らす者もいた。数日間の悲惨な日々の後、彼らは停泊する場所を変えて、地上のフランス軍に勝とうとした。10月20日、彼らは「ヨーロッパの伝統にのっとり、太鼓を鳴らして旗を広げた」が、森の端の方で小競り合いがあった。ニューイングランド軍は、ヌーベルフランス軍の激しく続く砲火、そしてこれは功を奏しなかったが、真鍮の野砲が森の中でとどろくのに耐えられなかった。サントエレーヌが致命傷を負い、150人もの攻撃兵が死んだが、すっかり士気をくじかれたウォレーの軍は10月22日、パニックに近い状態で退却し、岸の5台の野戦砲さえも打ち捨てられた。

## その後の両植民地

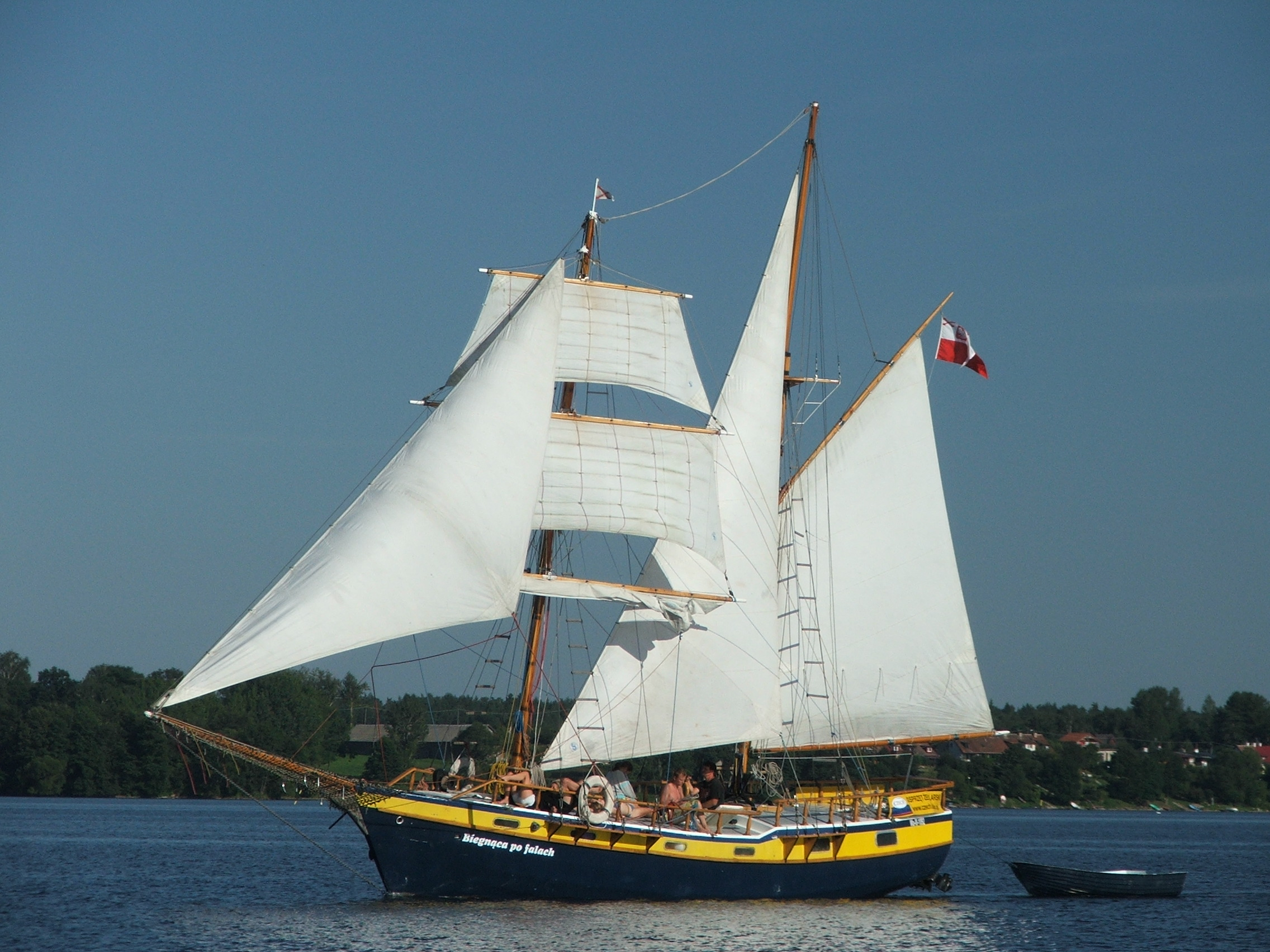
ブリガンティーン船

10月の23日と24日、捕虜の交換が取りきめられ、交換された。そして艦隊はボストンに引き揚げた。フィップス自身の説明では、彼の軍の戦死傷者は30名を超えていないということだったが、天然痘患者と船への砲撃による犠牲者は1,000人を超えた。マサチューセッツ植民地当局のジェームズ・ロイドは、翌年1月にこう書いている。「7艘の船、いまだに3艘が見つかっていないが、それらの船は廃棄され、焼かれた」またコットン・マザーは、アンティコスティ島で、1艘のブリガンティーン船がどのように難破したのかを語っている。「船の乗員は、ある島で冬を過ごし、その次の夏に、ボストンから来た船に助けられたようである。フィップスの軍は完敗で、しかも壊滅的だった。ケベックでの長引く包囲戦に備えて召集された、多くの兵を養う食糧も底を突きかけていた。フィップス自身、経験不足を埋め合わせるための軍事的才能がないことが露呈された。しかしこのことは、よく訓練された兵の不在、そして支援の不十分さが、戦争という大仕事を出鼻から挫いてしまうということで、議論の余地を残した。

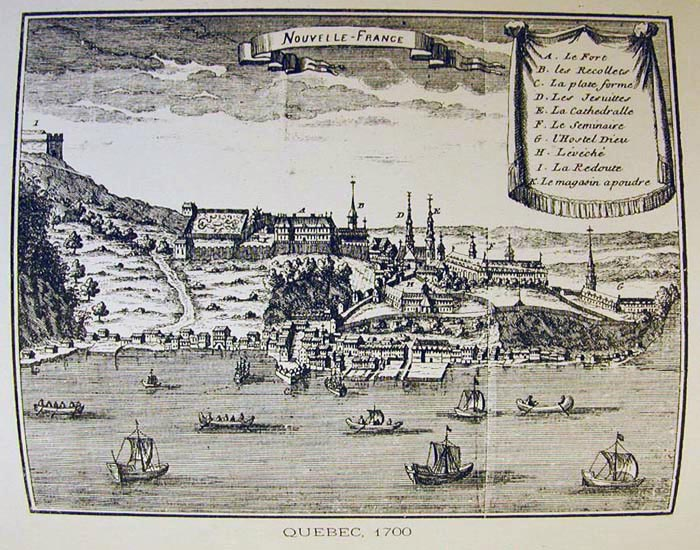
要塞改良後のケベック

ジャック・ル・モインは戦争の直後に死亡し、ケベック中が彼の礼儀正しさと武勇を偲んで喪に服した。オノンダガ族とイロコイ族は、弔意のしるしとして貝殻玉の首飾りを贈り、恩赦として2人の捕虜を釈放した。ジャックの兄弟のシャルル・ル・モインは、戦闘中の働きで名をあげ、後に軍功によりこの土地を賜り、初代ロンゲイユ男爵となった。
両軍がこの戦いから学んだことがある。フランスの勝利は、ケベックを奪うには植民地のでなく「昔ながらのイングランドの大砲が持ち込まれなければならないであろう」。同じくフロンテナックも、防御の一層の改善が必要であることを悟り、1692年、軍事技師ジョスェ・ベルテロ・ド・ボークールに、ヨーロッパ式の包囲戦にも耐えられる城壁の設計をさせた。この工事は冬の厳しさで遅れが出て、1693年の夏に始まった。町を取り囲む城塞に大きな要塞がつけられ、壁の上部には木のくいがつけられた。完成直後に、ロイヤルバッテリーと呼ばれる、河岸の砲台がつけられた。小さな要塞のような形をしており、セントローレンス川両岸と川そのものを守るための14の銃眼を備えていた。
その後、フランスはポートロワイヤルを奪回し、先住民の何部族かを味方にした。
1711年、連合後のイギリスは、またもケベック攻撃を試みるがはかばかしくなかった。フランスが植民地の防御を固めたこともあり、その後、ケベック奪取は、1759年のエイブラハム平原の戦いまで持ち越されることになる。